# جاي ألين وليامز
جاي ألين وليامز (بالإنجليزية: J. Allen Williams)‏ هو رسام رسوم متحركة أمريكي، ولد في 27 سبتمبر 1960 في بيلوكسي في الولايات المتحدة.

## وصلات خارجية
- جاي ألين وليامز على موقع IMDb (الإنجليزية)